# Super Bowl XXII
Super Bowl XXII var den 22. udgave af Super Bowl, finalen i den amerikanske football-liga NFL. Kampen blev spillet 31. januar 1988 på Jack Murphy Stadium i San Diego og stod mellem Washington Redskins og Denver Broncos. Redskins vandt 42-10 og sikrede sig dermed holdets anden Super Bowl triumf.
Kampens MVP (mest værdifulde spiller) blev Redskins quarterback Doug Williams.
| NFL | Spire Denne artikel om NFL er en spire som bør udbygges. Du er velkommen til at hjælpe Wikipedia ved at udvide den. |